# Horatia lucidulus
Horatia lucidulus is een slakkensoort uit de familie van de Hydrobiidae. De wetenschappelijke naam van de soort is voor het eerst geldig gepubliceerd in 1967 door Angelov.